# ADPF 153
A Arguição de Descumprimento de Preceito Fundamental nº 153 (ADPF 153/DF) foi um processo de controle de constitucionalidade julgado pelo Supremo Tribunal Federal, no qual a Ordem dos Advogados do Brasil (OAB) pedia o reconhecimento da inconstitucionalidade da lei da anistia. Julgada em abril de 2010, o STF considerou a ADPF improcedente por sete votos a dois.
Na derrocada da ditadura militar brasileira, o regime passou uma anistia em agosto de 1979 que isentava de punição e eventuais sanções todos os crimes políticos e conexos ocorridos no Brasil entre setembro de 1961 a 15 de agosto de 1979. "Crimes conexos", de acordo com o paragrafo único do artigo primeiro da lei, eram os "crimes de qualquer natureza relacionados com crimes políticos ou praticados por motivação política". A OAB pedia então um esclarecimento deste trecho, afastando a anistia dos crimes comuns praticados por agentes públicos, como o homicídio, desaparecimento forçado e tortura dos opositores.
O então Procurador-Geral da República, Roberto Gurgel, manifestou-se contrário à demanda. Em julgamento de dois dias em abril de 2010, seis ministros seguiram o voto do relator, o Ministro Eros Grau, pela improcedência do pedido; segundo ele, não podia o STF rever o "acordo histórico que permeou a luta por uma anistia ampla, geral e irrestrita".
Posteriormente, a Corte Interamericana de Direitos Humanos decidiu, no caso Gomes Lund e outros versus Brasil, que a anistia não estava de acordo com as obrigações internacionais contraídas pelo Estado Brasileiro previstas na Convenção Americana sobre Direitos Humanos. Por causa, disso o PSOL entrou com uma nova ação, ADPF 320, almejando o afastamento da anistia.